# Fantasy-Jahr 1967
Übersicht

◄◄ | ◄ | 1963 | 1964 | 1965 | 1966 | Fantasy-Jahr 1967 | 1968 | 1969 | 1970 | 1971 | ► | ►►

Weitere Ereignisse

## Neuerscheinungen Literatur
| Deutscher Titel                                   | Deutschsprachiges Erscheinungsjahr | Originaltitel            | Autor                                              | Anmerkungen |
| ------------------------------------------------- | ---------------------------------- | ------------------------ | -------------------------------------------------- | ----------- |
| Taran und der Zauberspiegel                       | 1973                               | Taran Wanderer           | Lloyd Alexander                                    | Rezension   |
| Conan                                             | 1970                               | Conan                    | L. Sprague de Camp & Lin Carter & Robert E. Howard |             |
| Conan der Krieger                                 | 1971                               | Conan the Warrior        | Robert E. Howard & L. Sprague de Camp              |             |
| Conan der Usurpator später: Conan der Thronräuber | 1971                               | Conan the Usurper        | Robert E. Howard & L. Sprague de Camp              |             |
| Conan der Eroberer                                | 1972                               | Conan the Conqueror      | Robert E. Howard & L. Sprague de Camp              |             |
| Kull von Atlantis                                 | 1976                               | King Kull                | Lin Carter & Robert E. Howard                      |             |
| Thongor und die schwarzen Götter                  | 1978                               | Thongor Against the Gods | Lin Carter                                         |             |
| Der Geächtete von Gor                             | 1973                               | Outlaw of Gor            | John Norman                                        |             |
| Ritter des Schwarzen Juwels                       | 1975                               | The Jewel in the Skull   | Michael Moorcock                                   |             |

## Neuerscheinungen Filme
| Deutscher Titel                            | Deutschsprachiges Erscheinungsjahr | Originaltitel        | Regie                | Anmerkungen |
| ------------------------------------------ | ---------------------------------- | -------------------- | -------------------- | ----------- |
| Camelot – Am Hofe König Arthurs            | 1968                               | Camelot              | Joshua Logan         |             |
| Doktor Dolittle                            | 1967                               | Doctor Dolittle      | Richard Fleischer    |             |
| Die Hexe ohne Besen                        | 1967                               | Una Bruja sin escoba | José Maria Elorrieta |             |
| Die Nibelungen, 2. Teil – Kriemhilds Rache | -                                  | -                    | Harald Reinl         |             |
| Schöne Isabella                            | 1967                               | C'era una volta      | Francesco Rosi       |             |
| Die Über-Sinnliche                         | 1968                               | Questi fantasmi      | Renato Castellani    |             |

## Neuerscheinungen Fernsehserien
| Deutscher Titel | gesendet | Originaltitel                        | Episoden | Staffeln | Anmerkungen |
| --------------- | -------- | ------------------------------------ | -------- | -------- | ----------- |
|                 | 1967     | The Lion, the Witch and the Wardrobe | 10       | 1        |             |

## Geboren
- R. Scott Bakker
- Kate Cary
- Thomas Finn
- Paul Kearney